# 氯碘甲烷
氯碘甲烷是一种混合液体卤代甲烷，易溶于丙酮，甲苯，乙醚和醇类。它的折射率为1.5812 - 1.5832。
氯碘甲烷常用于环丙烷化反应（“Simmon-Smith反应”），曼尼希反应，胺甲基化反应，环氧化反应，开环化以及末端烯烃的加成反应。它常用于替代二碘甲烷试剂，这是由于其具有更高的收率和选择性。